# 후사르

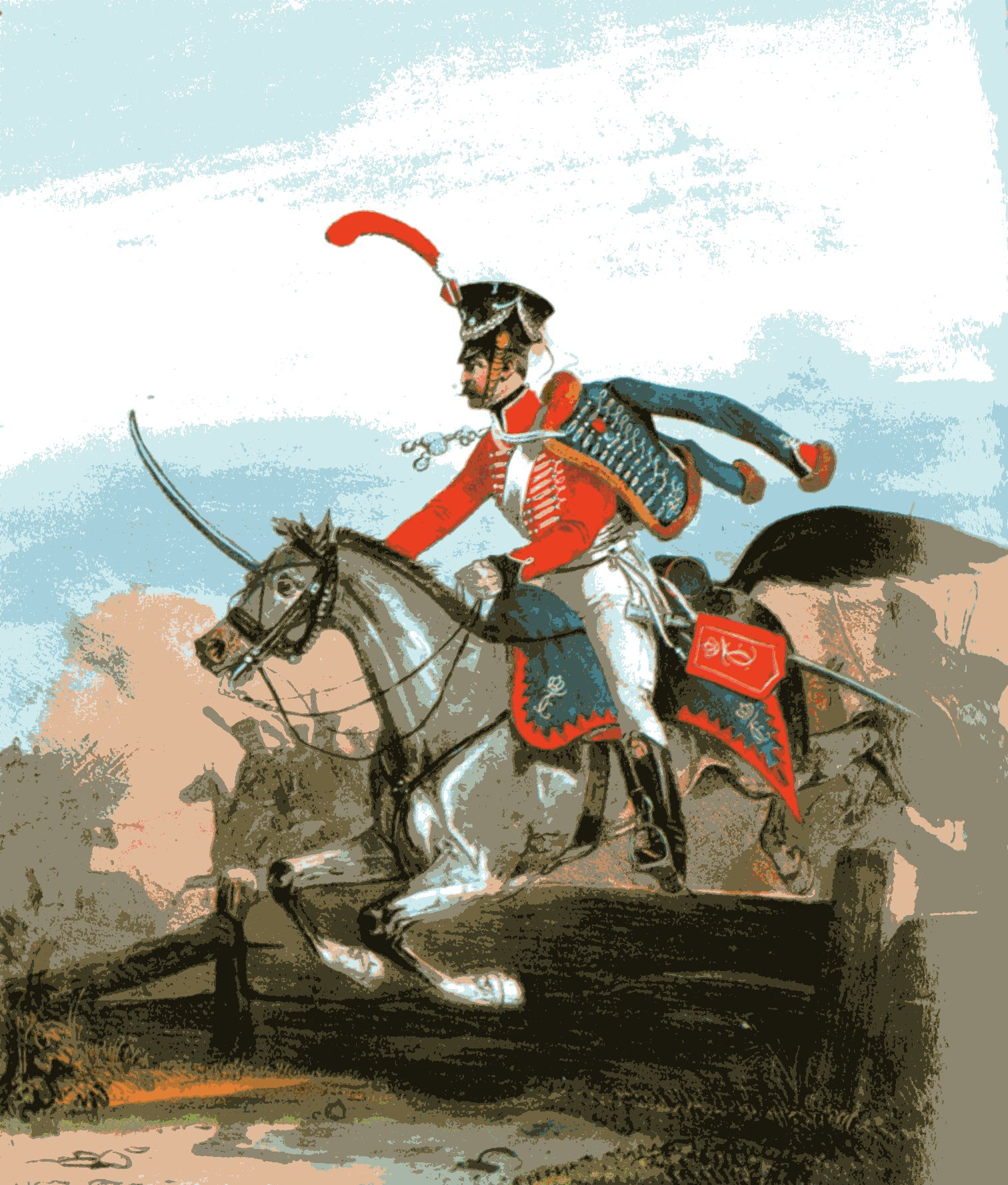
독일 후사르

후사르(Hussar)는 15세기부터 20세기까지 존재했던 기병 병과 중 하나이자 대표적인 경기병이다. 헝가리에서 유래되어 유럽 전역으로 퍼져나갔다. 대개 검기병이지만 유명한 폴란드의 윙드 후사르는 대표적인 창기병으로 활약했다.

## 역사

### 세르비아
세르비아에는 전통 병과로써 도둑, 약탈자를 뜻하는 구사르(Gusar) 경기병이 존재했다. 이들은 나무방패와 금속 패딩, 창으로 무장하고 기사들을 2선에서 지원하는 경기병들이였는데, 전장에서는 주로 기사들을 지원하는 지원병으로 보조적 임무를 맡았고, 전방에서 척후임무 및 적이 패주할 때에 추격전을 벌이는 역할을 맡았다. 이러한 임무는 후의 후사르들이 맡은 것과 유사했다.
그러나 오스만 제국이 14세기 말~15세기 초에 세르비아를 공략하면서 다수의 세르비아 전사들이 헝가리로 이주해갔고, 최초의 후사르를 형성하는 인적 기반이 된다.

### 헝가리
헝가리에는 중세시기부터 전통적으로 오랜 경기병 전통이 존재했다. 비잔티움 제국이 10~11세기 무렵에 이지역에서 'Chosarioi'라는 용병 경기병들을 모집해 전장에서 활용할 정도였다. 여기에 세르비아가 오스만 제국에 의해 제압되면서 많은 수의 세르비아 전사들이 헝가리로 이주했고, 이로 인해 세르비아의 병제가 헝가리로 대거 유입되면서 '후사르'라는 경기병 병과가 서서히 형성되기 시작한다.
이들을 조직적으로 편성한 것은 후녀디 야노시의 아들이자 헝가리의 왕이 되어 헝가리의 마지막 전성시대를 열었던 마챠시 1세 코르비누스(Matthias 1 Corvinus, 재위기간 1458~1490(헝가리 왕), 1486~1490(오스트리아 대공, 보헤미아 왕 겸임))로, 국왕 친위대인 검은 기사단 소속의 주력 경기병으로 조직화, 편성한 것이다. 이들은 마챠시 1세의 정복활동 기간중 오스만 제국의 시파히와 대등한 전투력을 지녔음을 입증했다. 그러나 마챠시 1세가 헝가리 왕 뿐만 아니라 오스트리아 대공 및 보헤미아 왕을 겸임하던 중 사망한 뒤 1526년 루트비히 2세가 모하치 전투에서 전사하자 '후사르'는 동유럽 일대로 퍼져나간다.

## 헝가리 멸망 이후
헝가리 멸망 이후 자연스럽게 헝가리는 둘로 나뉘었다. 남쪽은 오스만 제국이 지배했고 크로아티아와 트란실바니아 일부 헝가리 북부 지방은 합스부르크조 오스트리아가 획득했으며 자연스럽게 후사르 또한 여러 세력으로 분할되었다. 오스만 제국이 지배하는 남부의 후사르중 일부는 오스만 투르크 군의 기병으로 종사했다. 한편 폴란드 방향으로 도망쳐 용병화된 후사르들은 마챠시의 검은 기사단의 위력을 경이롭게 보았던 폴란드의 입법부 세임에 의해 고용되어 폴란드 산하의 경기병으로 활약하다가 점차 졍규 기병화되어 폴란드 후사르의 기틀을 마련하게 된다. 그리고 오스트리아의 영토가 된 헝가리 북부의 후사르들은 합스부르크가의 군대로 활용되어 뮐베르크 전투에서 카를 5세의 중앙집권화에 반발한 슈말칼덴 동맹군을 격퇴시키는데 큰공을 세웠고 30년 전쟁 당시 잠시나마 독립한 트란실바니아의 기병대로 활약하기도 했다.

## 17세기 ~ 19세기
17세기까지 후사르는 오스트리아, 폴란드 및 오스만 제국 등 동유럽 일대의 고유 기병대에 가까웠다. 심지어 러시아도 후사르의 숫자는 극히 드물었다. 그러나 라코치 페렌츠 2세가 일으킨 헝가리 독립운동의 여파로 헝가리인들은 유럽 각지로 흩어졌고, 이들의 병과, 즉 '후사르' 또한 유럽 각지로 전파되기 시작했다. 또한 폴란드-리투아니아 연방 또한 국정 난맥으로 인해 붕괴되어 가고 있었고, 다수의 탈영병이 발생했다. 이들에게 주목한 것이 프로이센의 프리드리히 대왕이였다.
프리드리히 대왕은 경기병대로써의 후사르의 가치를 인정했고, 자신의 경기병 연대로 '후사르' 들을 대거 편성하기 시작한다. 1741년 폴란드 탈영병과 헝가리인들로 5개 연대를 편성한 것을 시작으로 1744년, 1745년 프러시아인들로 구성된 후사르 연대도 여럿 편성, 오스트리아 왕위 계승 전쟁과 7년 전쟁에 투입했다. 프리드리히 대왕은 이들 후사르 연대들을 척후임무 및 적 전열의 측후방 타격에 활용했고, 매우 활용도가 높았으며 프리드리히 대왕의 승전 중에는 이들 후사르 연대들이 가져온 첩보 및 측후방 타격에 의한 것도 여럿 있다. 때문에 프리드리히 대왕의 후사르 연대들에 대한 대접은 매우 좋아서, 헝가리의 전통 복장을 착용하는 것도 허용했으며 프러시아군의 일반적인 체벌 대상에서 후사르 연대는 제외되기도 했다.
이러한 프리드리히 대왕의 성공은 다시 유럽 각국의 프리드리히의 전술적 추종자들에게 깊은 영감을 주었고 이로 인해 후사르는 전 유럽으로 널리 확산된다.
프리드리히 대왕의 성공 이후 후사르는 유럽 전역으로 널리 확산되어 사실상 나폴레옹 전쟁시기가 되면 사실상 경기병 = 후사르 라고 할 수 있을 정도의 위치를 점하게 된다. 이시기에 유럽 각국은 경기병 전부를 후사르로 전환하는 것을 넘어 심지어는 모든 기병을 후사르로 통일시키려는 모습까지 보여, 드라군 연대나 퀴레이서 등을 후사르 연대로 전환하는 움직임을 보인다. 이는 기병의 위상이 보조병과로 내려앉으면서 일어난 현상으로 중기병 병과는 더 이상 필요없다는 것을 인식한 때문으로 보인다.
이에 나폴레옹은 동유럽에 잔존해 있던 창기병 병과를 대거 영입해 조직화했고, 이들 창기병(Lancer)들이 후사르와의 기병전에서 우위를 점하면서 일시적으로 창기병 열풍이 불기도 했다. 그러나 범용성이 부족하다는 이유로 주류는 되지 못했다.
유럽 각국이 후사르를 양성하면서 자연스럽게 라틴 아메리카 지역으로도 확산되었는데 이들은 대부분이 현지에서 태어난 이들을 인적 기반으로 하고 있었고, 라틴 아메리카 해방운동때 이들 현지인 출신 후사르들은 대활약을 하게 된다.

### 20세기
20세기가 되어 총기의 성능이 향상되어 기병이 보조병과로 내려앉았으나, 사실상 경기병 그 자체였던 후사르의 위치는 굳건해 보였다. 그러나 제1차 세계대전은 그러한 생각을 가볍게 부너뜨렸다. 참호와 철조망, 야포와 기관총으로 고착된 전선은 기병에 대한 사형선고였으며, 결국 서부전선에서는 모든 기병이 사실상 보병화면서 후사르 또한 사라지게 된다.
물론 동부전선에서는 아직 기병이 충분히 활용도가 높았고, 따라서 전후에도 동유럽 일대에서는 여전히 후사르가 활동했으나 그것도 1930년대를 전후로 종말을 맞는다. 제2차 세계대전은 물론 유동적인 전선으로 인해 기병이 활동할 수 있었으나 러시아에는 후사르가 활동하는 보조, 척후 및 추격전에 있어서는 오랜 전통을 자랑하는 코사크족들이 그 위치를 차지했으며, 독일은 어디까지나 수송 업무에만 말들을 활용했다.
후사르라는 병과는 이렇게 사라졌으나, 이름은 남았다. 프랑스, 영국, 스웨덴, 네덜란드, 캐나다 등에서 '후사르 연대'는 기갑연대로써 존속했다. 그러나 최근의 군비 축소 경향으로 인해 이들 기갑부대들도 갈수록 축소, 소멸하면서 후사르라는 이름도 차츰 역사속으로 사라져가고 있다.

## 무장/전술
너무나도 오랜 시간을 존속해온 병과인만큼 후사르의 무장 또한 지속적으로 변화했다. 15~17세기까지 후사르의 기본 무장은 세이버라 불린 기병도와 기병창인 랜스, 나무 방패였으며 금전상 여유가 있거나 특별한 경우에 가죽 갑옷이나 가벼운 철갑옷을 입었다. 전장에서의 주 전술은 중기병들의 돌격을 지원하는 것으로, 기동성을 살려 측면으로 돌아가 중기병의 차징에 '시간차로' '다른 각도에서' 돌격을 감행, 적군으로 하여금 중기병의 돌격에 제대로 대응하지 못하게 하는 것이였다. 다만 폴란드 후사르의 경우 주력 중무장 기병으로 활약했다.
또한 경기병답게 척후, 정보수집, 매복, 소규모 적 섬멸, 적 추격 및 전과확대와 같은 임무는 후사르의 본 임무라고 할 수 있다.
그리고 17세기가 지나가면서 기병의 역할이 보조적인 임무로 축소되자 무장은 갈수록 간편해져 세이버와 피스톨 권총 두어정, 승마복 정도의 무장이 주류가 되었고, 돌격전술을 구사하는 건 마찬가지였으나 어디까지나 전열이 흩어진 적들에게만 수행할 뿐 잘 짜여진 보병 방진에 대한 공격은 회피하곤 했다.

## 같이 보기
- 우완
- 카자크
- 흉갑기병
- 용기병
- 창기병